# Pentanal
El pentanal (nomenclatura IUPAC), también conocido como valeraldehído, amil aldehído, butilformal y valeral es un compuesto orgánico que es un aldehído análogo del pentano. Su fórmula química es CH3-CH2-CH2-CH2-C(=O)H, y su fórmula química condensada es C5H10O. La masa molar de este compuesto es de 86.13 g/mol.
Tiene usos en la industria de la resina y los sabores artificiales. También se utiliza como acelerador de vulcanización.
A temperatura ambiente es un líquido, ya que su temperatura de fusión es de −92 °C y su temperatura de ebullición es de 103 °C.
El vapor provoca daños en los ojos, en la respiración y en la piel. La exposición muy prolongada puede conducir a edemas pulmonares. Es muy ligeramente soluble en agua y es soluble en alcoholes y éteres.
Se puede sintetizar mediante la hidroboración del pentino.